# معدات الوقاية الشخصية
معدات الوقاية الشخصية هي المعدات أو الوسائل المستخدمة لالسلامة المهنية وتشمل الملابس والخوذ والنظارات الواقية أو أي معدات أخرى مصممة لحماية جسد مرتديها من الإصابات أو العدوى أو الجروح وغيرها.
من فوائد معدات الوقاية الشخصية الشخصية من التقليل من مخاطر عدة سواء أكانت فيزيائية أو كهربائية أو حرارية أو كيميائية أو حيوية أو كانت جسيمات معلقة. لا يمكن الاعتماد على المعدات للتقليل من المخاطر، إذ أن أسلوب وقايتها يبقى محدوداً، ويجب أن يترافق التعامل معها بحذر، إذ أنه بدون أخذ الحيطة يمكن أن يصبح التعرض للخطر أكبر نتيجة الإهمال رغم ارتداء المعدات.
يمكن ارتداء معدات الوقاية الشخصية لأغراض تتعلق بالسلامة والصحة المهنية، أو للرياضة للحماية من الإصابات المحتملة، أو في الأنشطة الترفيهية.

## حماية من الوميض
يُستخدَم مصطلح الحماية من الوميض في تصميم البِذل الواقية، لا سيما المُستخدَمة في إبطال مفعول القنابل. وتُرفَق عادةً ملاحظة بمواصفات بذل الوقاية من المواد الخطرة أو بذل التعامل مع المواد النووية و البيولوجية والكيميائية، وما إلى ذلك، لتوضيح ما إذا كانت توفر "الحماية من الوميض"؛ بمعنى أنها تقي مَن يرتديها من اللهب، و التمزق، والانفجارات (سواء على نحو حصري أو شامل).

## صور

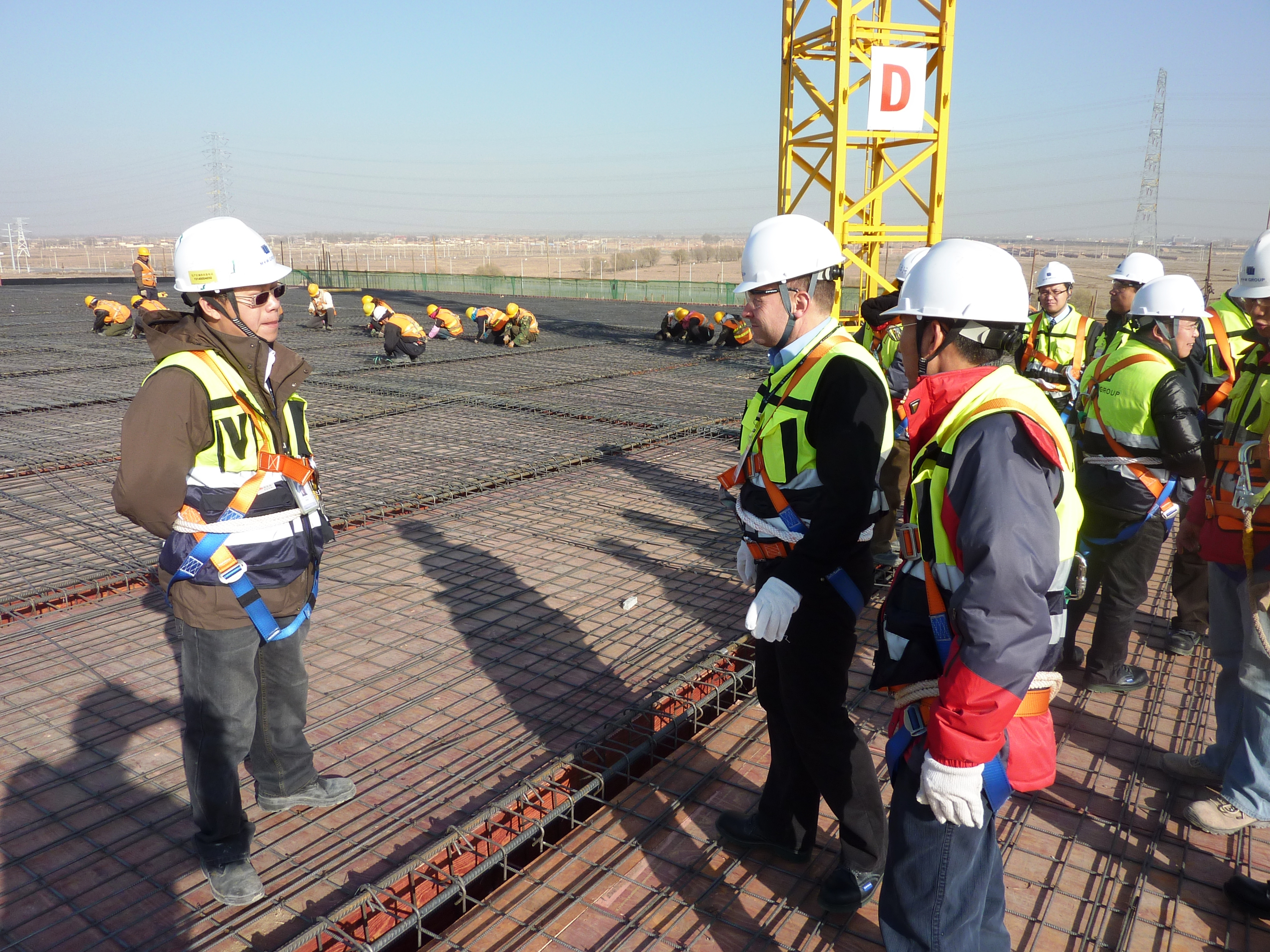
عمال يرتدون معدات الوقاية الشخصية في موقع من مواقع الإنشاءات الهندسية.
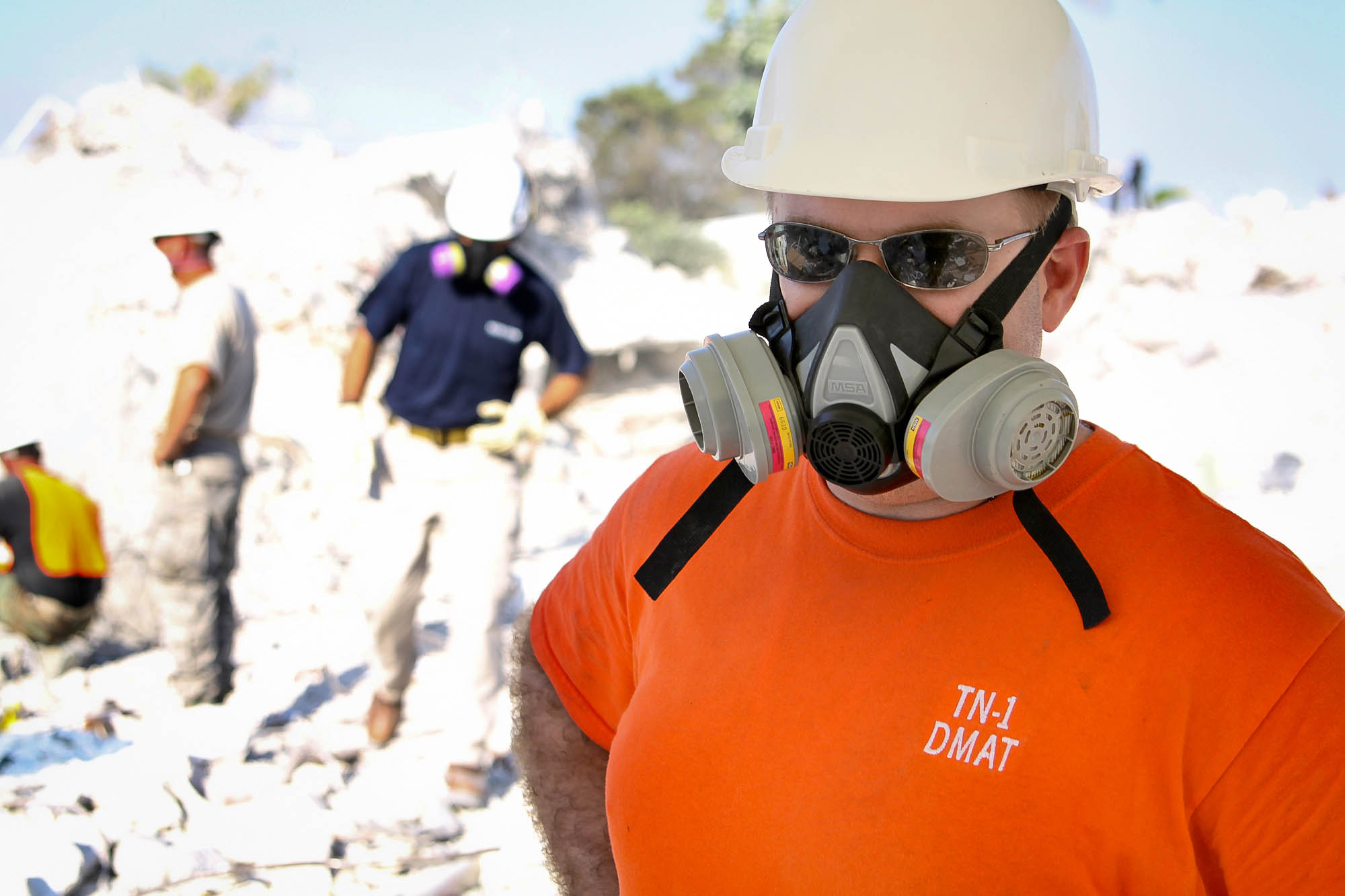
منقذون في إعصار هاييتي
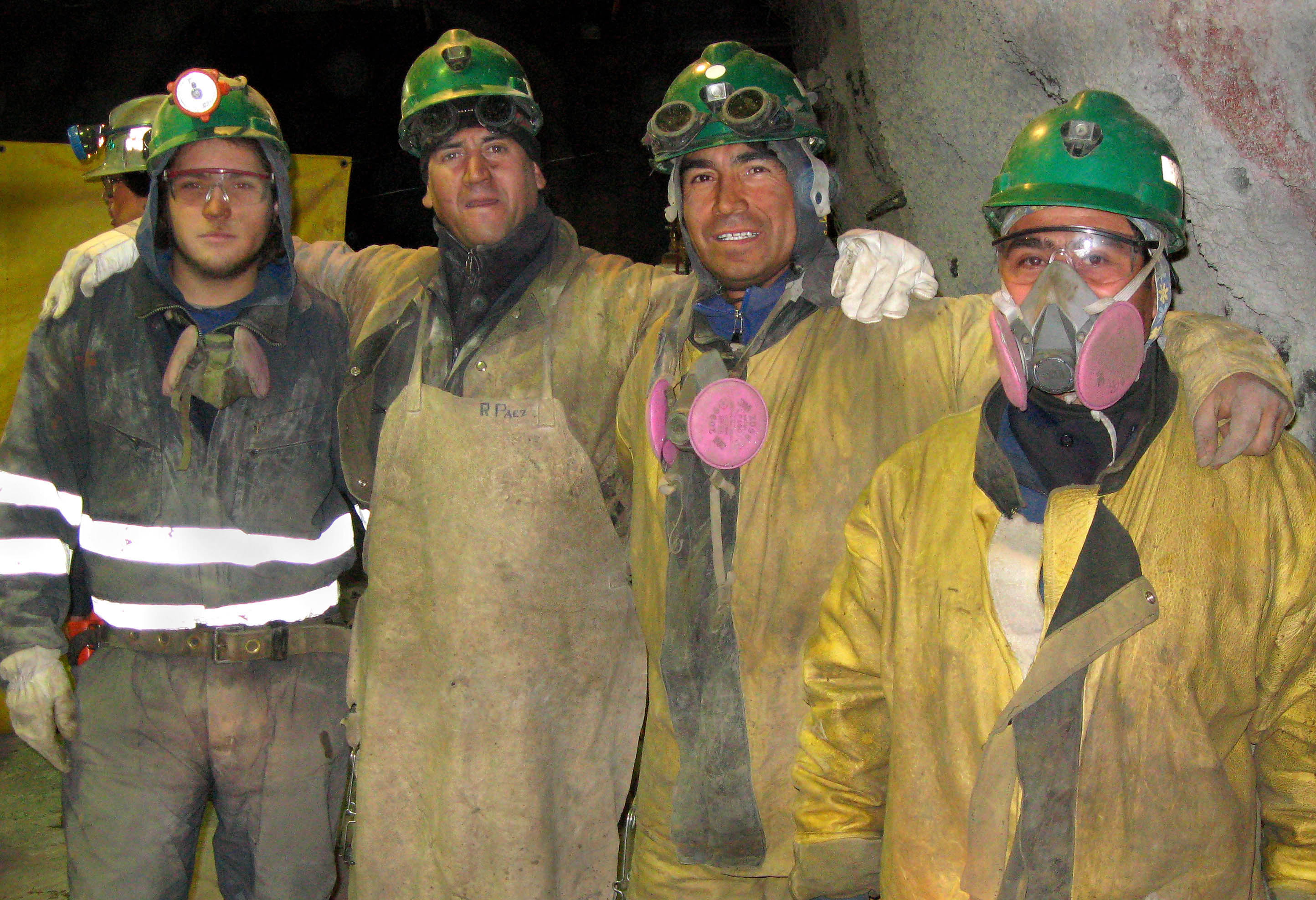
عمال منجم يرتدون معدات الوقاية الشخصية
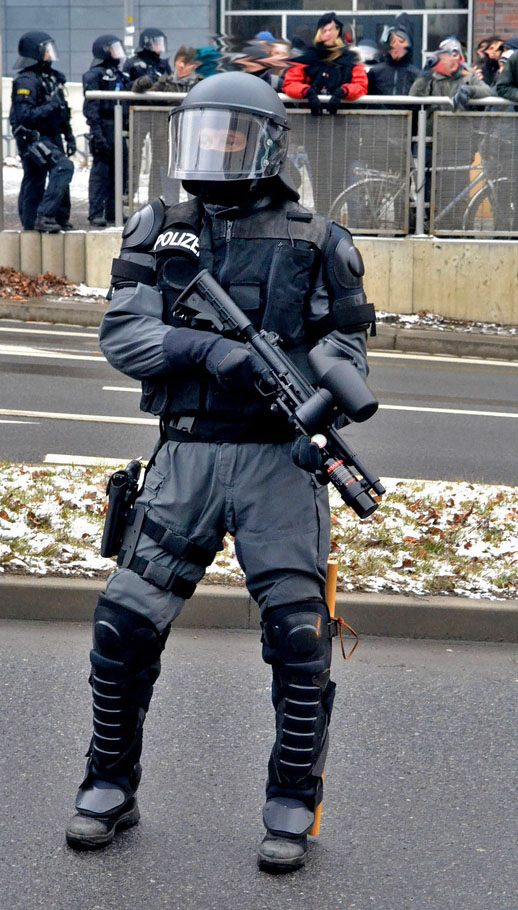
شرطي ألماني من مكافحة الشغب يرتدي معدات وقاية شخصية

## اقرأ أيضاً
- خطر بيولوجي
- السلامة والصحة المهنية